# La Villeneuve-les-Convers
La Villeneuve-les-Convers är en kommun i departementet Côte-d'Or i regionen Bourgogne-Franche-Comté i östra Frankrike. Kommunen ligger i kantonen Baigneux-les-Juifs som tillhör arrondissementet Montbard. År 2022 hade La Villeneuve-les-Convers 60 invånare.

## Befolkningsutveckling
Antalet invånare i kommunen La Villeneuve-les-Convers
Referens:INSEE